# Westenwind (seizoen 4)
Het vierde seizoen van Westenwind startte op 2 oktober 2000. Dit seizoen werd opgedeeld in twee delen en daarom wordt wel gezegd dat Westenwind zeven seizoenen kent, terwijl er maar zes zijn. Dit seizoen werd uitgezonden op de Nederlandse zender RTL 4 op de maandagavond. Het eerste deel van dit seizoen was niet te zien in België op VTM, maar het tweede deel werd wel uitgezonden in België op Vitaya.

## Geschiedenis
Westenwind startte met enkele grote namen als Joep Sertons (Medisch Centrum West & Onderweg naar Morgen) en Marlies van Alcmaer (Spijkerhoek & Q & Q). Door de komst van Westenwind werden enkele acteurs, zoals Miryanna van Reeden en Jennifer Hoffman, bekend in Nederland.
De intro van Westenwind werd gezongen door zangeres Linda Wagenmakers. Ze zong het lied Laat me vrij om te gaan. De achtergrondmuziek van scènes werden gemonteerd door Hans van Eijck.
Het bijzondere van dit seizoen is dat Kirsten Mulder voor de tweede keer haar intree in de serie maakt. Eerder was ze te zien als Fleur Noordermeer. Nu vertolkt ze de rol van tweelingzus Iris de Haas.
In 2008 werd het vierde seizoen van Westenwind uitgebracht op dvd (een dvd-box met vijf dvd's). Mede hierdoor is het wat duidelijke geworden omtrent het aantal seizoenen verhaal. Afleveringen 77 t/m 102 staan op deze dvd's.

## Rolverdeling
- Joep Sertons als Max Noordermeer
- Inge Ipenburg als Sophie Elzinga
- Marlies van Alcmaer als Emma Noordermeer-Sluyter
- Daan Schuurmans als Anton Noordermeer (aflevering 77-96)
- Kirsten Mulder als Iris de Haas (aflevering 99-102; gastrol aflevering 98)
- Femke van Hove als Fabiënne Vermeer (aflevering 77-84)
- Ramon Ramnath als Gideon Splint (aflevering 85-90; gastrol aflevering 80-84, 92, 94)
- Jules Hamel als Bas Janssen (aflevering 91-102; gastrol aflevering 86-90)
- Miryanna van Reeden als Charlotte Driessen-Noordermeer
- Fleur van der Kieft als Tessa de Graaf
- Robin Rienstra als Nancy Bosman (aflevering 77-78)
- Hidde Maas als Rudy Groeneveld (aflevering 79-87; gastrol aflevering 77-78)
- Vincent Lodder als Juup Janssen (aflevering 88-102; gastrol aflevering 86-87)
- Henriëtte Tol als Conny de Graaf-Dijkzicht
- Jennifer Hoffman als Sam de Graaf
- Wouter Nicolaas als Marco de Graaf

## Afleveringen
| Nr. | Titel                      | Schrijver                                                                                | Regie                             | Originele uitzenddatum |
| --- | -------------------------- | ---------------------------------------------------------------------------------------- | --------------------------------- | ---------------------- |
| 77  | Handenbinders              | Wijo Koek & Anya Koek                                                                    | Ruud Schuurman                    | 2 oktober 2000         |
| 77  | Handenbinders              | Charlotte ontdekt dat er met de tekeningen geknoeid is.                                  |                                   |                        |
| 78  | Kinderleed en moederliefde | Marvin Jacobs & Michael Hendriks                                                         | Ruud Schuurman                    | 9 oktober 2000         |
| 78  | Kinderleed en moederliefde | Beide werven moeten in opdracht van de regering samenwerken.                             |                                   |                        |
| 79  | Ogen in het zand           | Marc Linssen                                                                             | Marc Willard                      | 16 oktober 2000        |
| 79  | Ogen in het zand           | Sam begint een nieuw leven met Anton.                                                    |                                   |                        |
| 80  | De witte adder             | Jasper Beerthuis                                                                         | Marc Willard                      | 23 oktober 2000        |
| 80  | De witte adder             | Sam ontmoet de mysterieuze Gideon Splint.                                                |                                   |                        |
| 81  | Vermoorde onschuld         | Ingrid van Berkum                                                                        | Willeke van Ammelrooij            | 30 oktober 2000        |
| 81  | Vermoorde onschuld         | Marco en Katja weten niet hoe ze met elkaar gevoelens om moeten gaan.                    |                                   |                        |
| 82  | Hoog spel, diepe val       | Marjan Ippel                                                                             | Willeke van Ammelrooij            | 6 november 2000        |
| 82  | Hoog spel, diepe val       | Sophie vindt het levenloze lichaam van Matthijs.                                         |                                   |                        |
| 83  | Myrna                      | Wijo Koek & Anya Koek                                                                    | Hans Scheepmaker                  | 13 november 2000       |
| 83  | Myrna                      | Charlotte wordt herinnerd aan een nare periode uit haar leven.                           |                                   |                        |
| 84  | Gebroken liefde            | Lars Boom                                                                                | Hans Scheepmaker                  | 20 november 2000       |
| 84  | Gebroken liefde            | Max wil fuseren met een andere werf om af te rekenen met de Graaf,                       |                                   |                        |
| 85  | Ware vrienden              | Marc Linssen                                                                             | Ron Termaat                       | 27 november 2000       |
| 85  | Ware vrienden              | Max heeft een geschikte kandidaat gevonden; Werf Driessen                                |                                   |                        |
| 86  | Een ijskoude verrassing    | Marciel Witteman                                                                         | Ron Termaat                       | 4 december 2000        |
| 86  | Een ijskoude verrassing    | Wim is erg onder de indruk van Charlotte.                                                |                                   |                        |
| 87  | Nevada blues               | Cobi Peelen                                                                              | Marc Willard                      | 11 december 2000       |
| 87  | Nevada blues               | Sam wordt ontvoerd en misbruikt door Gideon.                                             |                                   |                        |
| 88  | Over de schreef            | Marvin Jacobs & Michael Hendriks                                                         | Marc Willard                      | 18 december 2000       |
| 88  | Over de schreef            | De vonk tussen Juup en Tessa slaat over.                                                 |                                   |                        |
| 89  | Door het vuur              | Bernard van Sterkenburg                                                                  | Steven de Jong                    | 1 januari 2001         |
| 89  | Door het vuur              | Na de huwelijksvoltrekking, krijgt Charlotte verschrikkelijk nieuws te horen.            |                                   |                        |
| 90  | Het tiende gebod           | Maarten van der Duin                                                                     | Steven de Jong                    | 5 maart 2001           |
| 90  | Het tiende gebod           | Sophie reist af naar Luxemburg, nadat ze een vreemd pakketje heeft gekregen.             |                                   |                        |
| 91  | Zeemansgraf                | Marc Linssen                                                                             | Hans Scheepmaker & Steven de Jong | 12 maart 2001          |
| 91  | Zeemansgraf                | Charlotte kan zich er niet bij neerleggen dat Wim euthanasie wil plegen.                 |                                   |                        |
| 92  | Verbrijzelde benen         | Michael Hendriks & Marvin Jacobs                                                         | Hans Scheepmaker                  | 19 maart 2001          |
| 92  | Verbrijzelde benen         | Sam neemt Tessa in vertrouwen over haar drugsgebruik                                     |                                   |                        |
| 93  | De vuile oorlog            | Marjan Ippel                                                                             | Marc Willard                      | 26 maart 2001          |
| 93  | De vuile oorlog            | Abdullah raakt ernstig verminkt, door een aanslag.                                       |                                   |                        |
| 94  | Sophie's keuze             | Jasper Beerthuis                                                                         | Marc Willard                      | 2 april 2001           |
| 94  | Sophie's keuze             | Emma ontmoet een man, waarvan ze erg gecharmeerd is.                                     |                                   |                        |
| 95  | Hoerenloper                | Maarten van der Duin                                                                     | Ron Termaat                       | 9 april 2001           |
| 95  | Hoerenloper                | Max krijgt de Arabische delegatie op bezoek.                                             |                                   |                        |
| 96  | Leven na de dood           | Martin van Steijn                                                                        | Ron Termaat                       | 16 april 2001          |
| 96  | Leven na de dood           | Sam werkt als hoer, om aan geld te komen voor drugs.                                     |                                   |                        |
| 97  | Hoog spel en vuile handen  | Bernard van Sterkenburg                                                                  | Jan van den Nieuwenhuizen         | 23 april 2001          |
| 97  | Hoog spel en vuile handen  | Bas overweegt om een baan in Friesland aan te nemen.                                     |                                   |                        |
| 98  | Salomons oordeel           | Wijo Koek & Anya Koek                                                                    | Jan van den Nieuwenhuizen         | 7 mei 2001             |
| 98  | Salomons oordeel           | Sophie ziet een meisje dat sprekend op Fleur lijkt.                                      |                                   |                        |
| 99  | Bloed en korte metten      | Roeland Linssen                                                                          | Barbara Bredero                   | 14 mei 2001            |
| 99  | Bloed en korte metten      | Juup gaat bij Noordermeer werken, waar hij de plannen van Emma moet uitvoeren.           |                                   |                        |
| 100 | Casablanca                 | Marc Linssen                                                                             | Barbara Bredero                   | 21 mei 2001            |
| 100 | Casablanca                 | Marco is geschrokken wanneer hij Iris voor het eerst ontmoet.                            |                                   |                        |
| 101 | Van de prins geen kwaad    | Michael Hendriks & Marvin Jacobs                                                         | Hans Scheepmaker                  | 28 mei 2001            |
| 101 | Van de prins geen kwaad    | Noordermeer en de Graaf moeten met elkaar de strijd aan om hofleverancier te worden.     |                                   |                        |
| 102 | Water & Vuur               | Marcel van Rongen                                                                        | Hans Scheepmaker                  | 4 juni 2001            |
| 102 | Water & Vuur               | De hal van Werf de Graaf wordt in brand gestoken, terwijl Iris en Marco nog binnen zijn. |                                   |                        |

## Plot en gastrollen per aflevering

### Handenbinders
Gastrollen
- Vastert van Aardenne - Pierre Valken
- Hidde Maas - Rudi Groeneveld
- Martijn Apituley - Mr. Sukandar
- Merijn Van Heijningen - Niels Valken
- Ger Smit - Bankman

### Kinderleed en moederliefde
Gastrollen
- Hidde Maas - Rudy Groeneveld
- Theo de Groot - Hans van Swieten
- Anke Jansen - Staatssecretaris Annemarie Zwavel
- Dennis Hamersteen - Niels Valken

### Ogen in het zand
Gastrollen
- Youssef Idilbi - Abdullah Yildirem
- Annieke Sloet van Oldruitenborgh - Katja van der Linden
- Theo de Groot - Hans van Swieten
- Kamran Toghyani - El Houssa
- Merijn Van Heijningen - Niels Valken

### De witte adder
Gastrollen
- Ramon Ramnath - Gideo Splint
- Annieke Sloet van Oldruitenborgh - Katja van der Linden
- Clifford Nicolas Martis - Onno Boels
- Stijn Westenend - Chemokid
- Bark Stoffels - Bert

### Vermoorde onschuld
Gastrollen
- Youssef Idilbi - Abdullah Yildirem
- Annieke Sloet van Oldruitenborgh - Katja van der Linden
- Ramon Ramnath - Gideon Splint
- Stijn Westenend - Chemokid
- Mendel de Boer - Meester Spaan
- Dennis Hamersteen - Niels Valken

### Hoog spel, diepe val
Gastrollen
- Annieke Sloet van Oldruitenborgh - Katja van der Linden
- Ramon Ramnath - Gideon Splint
- Stijn Westenend - Chemokid
- Ruud van Andel - Kapitein
- Maarten Wemelsfelder - Agent
- Merijn van Heijningen - Niels Valken

### Myrna
Gastrollen
- Kirsten Mulder - Myrna Noordermeer
- Annieke Sloet van Oldruitenborgh - Katja van der Linden
- Stijn Westenend - Chemokid
- Kamran Toghyani - El Houssa
- Clifford Nicolas Martis - Onno Biels
- Saskia Rooth - Kleine Charlotte
- Dennis Hamersteen - Niels Valken

### Gebroken liefde
Gastrollen
- Youssef Idilbi - Abdullah Yildirem
- Annieke Sloet van Oldruitenborgh - Katja van der Linden
- Stijn Westenend - Chemokid
- André Landzaat - Wim Driessen
- Kamran Toghyani - El Houssa
- Dennis Hamersteen - Niels Valken
- John Heijligers - Henkie
- Wim Rijken - Psychiater Hermans

### Ware vrienden
Gastrollen
- Youssef Idilbi - Abdullah Yildirem
- André Landzaat - Wim Driessen
- Annieke Sloet van Oldruitenborgh - Katja van der Linden
- Stijn Westenend - Chemokid
- Kamran Toghyani - El Houssa
- Clifford Nicolas Martis - Onno Biels
- Rinco van der Baan - Mick
- John Heijligers - Henkie

### Een ijskoude verrassing
Gastrollen
- André Landzaat - Wim Driessen
- Jules Hamel - Bas Janssen
- Vincent Lodder - Juup Janssen
- Theo de Groot - Hans van Swieten
- Anke Jansen - Staatssecretaris Zwavel
- Nabil Abbazy - Onno Biels
- John Heijligers - Henkie

### Nevada blues
Gastrollen
- André Landzaat - Wim Driessen
- Jules Hamel - Bas Janssen
- Paul Gieske - Rechercheur Reinders
- Vincent Lodder - Juup Janssen
- Nabil Abbazy - Onno Biels

### Over de schreef
Gastrollen
- André Landzaat - Wim Driessen
- Jules Hamel - Bas Janssen
- Delilah van Eijck - Wendy Janssen
- Nabil Abbazy - Onno Biels
- Paul Gieske - Rechercheur Reinders
- Roel Goudsmit - Rechercheur Ploeg

### Door het vuur
Gastrollen
- André Landzaat - Wim Driessen
- Jules Hamel - Bas Janssen
- Nabil Abbazy - Onno Biels
- Delilah van Eijck - Wendy Janssen
- Ad Fernhout - Pastoor
- Rinco van der Baan - Mick
- Cheyenne Dreier Gligoor - Ellis Janssen

### Het tiende gebod
Gastrollen
- André Landzaat - Wim Driessen
- Jules Hamel - Bas Janssen
- Delilah van Eijck - Wendy Janssen
- Nabil Abbazy - Onno Biels
- Rinco van der Baan - Mick

### Zeemansgraf
Gastrollen
- André Landzaat - Wim Driessen
- Joop van der Linden - Victor Vos
- Maiko Kemper - Adriaan van Apeldoorn
- Jaap Dekkers - Notaris Dirk-Jan Zwagermans
- Delilah van Eijck - Wendy Janssen
- Mark Bennink - Arbeider Hans
- Patrick Vermin - Dealer

### Verbrijzelde benen
Gastrollen
- Ton Peeters - Peter Stapel
- Ramon Ramnath - Gideon Splint
- Kamran Toghyani - El Houssa
- Mark Bennink - Hans
- Marc Knijnenburg - Johan
- Eva Marie de Waal - Laura
- Patrick Vermin - Dealer

### De Vuile Oorlog
Gastrollen
- Youssef Idilbi - Abdullah Yildirem
- Annieke Sloet van Oldruitenborgh - Katja van der Linden
- Anke Jansen - Staatssecretaris Annemarie Zwavel
- Niels Croiset - Herman Scholte
- Wim Bax/Niek Barendsen - Therapeut Lejo
- Frederik de Groot - Ambassadeur Timmer
- Paulette Smit - OVJ De Geer

### Sophie's Keuze
Gastrollen
- Rense Westra - Louis Donnier
- Niels Croiset - Herman Scholte
- Wim Bax/Niek Barendsen - Therapeut Lejo
- Maiko Kemper - Adriaan van Apeldoorn
- Ramon Ramnath - Gideon Splint
- Rinco van der Baan - Mick
- Ernst Dekkers - Hoofdrechercheur Dijkgraaf
- Bart Poulissen - Makelaar
- Stephan Zeedijk - Baliemedewerker Hotel

### Hoerenloper
Gastrollen
- Rense Westra - Louis Donnier
- Niels Croiset - Herman Scholte
- Kamran Toghyani - El Houssa
- Wobbe Zwart - Arbeider Vincent
- Hans Langhout - Discobaas
- Pim van den Heuvel - Mebius Schalke
- Hans Wiegerinck - Hoerenloper
- Bart Bosch - Bewaker Hans
- Wynand Chocolaad - Narcotica Agent

### Leven na de Dood
Gastrollen
- Daan Schuurmans - Anton Noordermeer
- Rense Westra - Louis Donnier
- Ben Ramakers - Mister Johnson
- Rinco van der Baan - Mick
- Wynand Chocolaad - Narcotica Agent

### Hoog spel en Vuile Handen
Gastrollen
- Youssef Idilbi - Abdullah Yildirem
- Rense Westra - Louis Donnier
- Anke Jansen - Staatssecretaris Annemarie Zwavel
- Jeroen Marré - Verslaggever RTL 4
- Pim van den Heuvel - Mebius Schalke
- Wobbe Zwart - Arbeider Vincent
- Helen Juurlink - Psychiater Immerzeel
- Barbara Niemans - Receptioniste Tina
- Eva Marie de Waal - Laura

### Salomons Oordeel
Gastrollen
- Kirsten Mulder - Iris de Haas
- Rense Westra - Louis Donnier
- Rob Fruithof - Raymond de Haas
- Bente Jonker - Verpleegster Josine
- Marijke van Bemmel - Verpleegster Agnes
- Alexander van Bergen - Joske Geuens
- Ergun Simsek - Arbeider Walid

### Bloed en Korte Metten
Gastrollen
- Kirsten Mulder - Iris de Haas
- Rense Westra - Louis Donnier
- Rob Fruithof - Raymond de Haas
- Jan Ad Adolfsen - Jacco Mulders
- Mirja Poelstra - Sonja
- Richard Riekerk - Aad
- Alexander van Bergen - Joske Geuens

### Casablanca
Gastrollen
- Kirsten Mulder - Iris de Haas
- Rense Westra - Louis Donnier
- Jan Ad Adolfsen - Jacco Mulders
- Mirja Poelstra - Sonja

### Van de prins geen kwaad
Gastrollen
- Kirsten Mulder - Iris de Haas
- Rense Westra - Louis Donnier
- Ben Cramer - Ed Doeselaar
- Jan Ad Adolfsen - Jacco Mulders
- Mirja Poelstra - Sonja
- Ben Hansen - RVD-medewerker Grom
- Robert Jan van Dijk - Beveiliginsmedewerker Van Loon
- Henry Botha - Wim Breytenbach

### Water & Vuur
Gastrollen
- Kirsten Mulder - Iris de Haas
- Rense Westra - Louis Donnier
- Maiko Kemper - Adriaan van Apeldoorn
- Rinco van der Baan - Mick
- Erick. E - DJ
- Rimme van de Coolwijk - Niels Valken
- Marc Romp - Pleegvader Lex
- Meriyem Manders - Moniek
- Wanda Niekerk - Sandra